# 孔多爾森哈山
10°29′18″S 76°44′32″W / 10.48833°S 76.74222°W
孔多爾森哈山（Condorsenja），是秘魯的山峰，位於該國南部利馬大區的奧永省，處於廷基科查湖和普伊萬科查湖以南，海拔高度5,379米，屬於安第斯山脈中勞拉山脈的一部分，海拔高度5,379米。